# アメリカ合衆国の司法制度
アメリカ合衆国の司法制度は、アメリカ合衆国憲法第3条が定めるアメリカ合衆国の司法制度を扱う。

## 背景
アメリカは英米法をとる国の一つであるが、アメリカ法の英国法と異なる独自性は、公法の分野においては特に著しい。これを反映して、アメリカの司法制度とイギリスの司法との間には相当の差異がある。イギリスにはほぼ単独の法域があるが、アメリカは連邦国家であり、各州に州法があり、51を超える法域が存在している。以下、州について述べる事項の大半についてはコロンビア特別区や自治領についても該当する。
アメリカの司法制度の第一の特色は、連邦法が規定することのできる事項を憲法が限定していることである。そのため、日本における民法や刑法に当たるような一般的な法律は、州法として定められている。とはいえ連邦法に刑罰規定が含まれていないわけではなく、むしろ近年では多数の刑事法規が連邦法として制定されている。
第二の特色は、各州ごとに異なる法を運用する裁判所が存在することである。各州が州憲法を有し、その憲法によって裏打ちされた統治機構を有し、その一部として裁判所が存在するので、アメリカでは各州ごとに、州の最高裁判所が終審となる。
一方、州にまたがる経済活動は日常茶飯事であるため、州の裁判所においても連邦裁判所においても、連邦法や他州の法を適用する必要が頻繁に生じる。
さらに各州には歴史的事情もあるため、アメリカの司法制度は日本やイギリスのそれに比して相当複雑なものとなっている。

## 連邦の司法制度

連邦地裁・控訴裁の管轄地図

アメリカ合衆国憲法第3条は、1節が連邦裁判所の数や裁判官の任期や報酬、連邦裁判所と州裁判所との関係、議会の司法権、裁判所の倫理、2節が連邦の司法権と管轄、成熟性の法理やムートネスの法理、全ての刑事裁判への陪審員制の適用（弾劾事案を除く）等、3節が反逆罪の定義と罰則制限を定めている。
通常の訴訟を扱う裁判所は、地方裁判所（District Court）、控訴裁判所（Court of Appeals）、最高裁判所の3段階に分かれている。また、主に合衆国に対する請求権に関する訴訟を管轄する連邦請求裁判所（en:United States Court of Federal Claims）などの特別の裁判所も存在する。地方裁判所は92庁、控訴裁判所は通常の地裁からの上訴を管轄するものが12庁あるほか、知的財産権に関する事件などを扱う連邦巡回区控訴裁判所や、各軍の刑事控訴裁判所からの上訴を管轄する軍事控訴裁判所（en:United States Court of Appeals for the Armed Forces）を含め計14庁存在する。

### 下院司法委員会
アメリカ合衆国下院司法委員会（英語: United States House Committee on the Judiciary）は一般に下院司法委員会（英語: House Judiciary Committee）と言われるが、アメリカ合衆国下院の常任委員会で、司法行政（連邦裁判所、行政機関、連邦法執行機関）を監督する。連邦政府の監督という法的性質のため、法曹の経歴を有する下院議員も委員を務めるが、必須要件ではない。また、連邦政府を弾劾することについて責任を負う。

### 上院司法委員会
上院の委員会のうち司法委員会は、その下に移民・難民、人権、犯罪・薬物、憲法など各分野を担当する小委員会が置かれ、それぞれの司法上の問題を扱っている。また司法予算については歳出委員会に商務・司法・科学関連機関小委員会が置かれている。

### 裁判官の任命方式
連邦裁判官に空席が生じた場合には、各州の上院が候補者を推薦し、ホワイトハウスが指名し、アメリカ合衆国司法省、連邦司法常任委員会、FBIによる候補者の調査が行われ、司法省とホワイトハウスが再検討を行ったのち、上院委員会において公聴会と審査が行われ、承認されれば、大統領がこれを任命する。

### 連邦最高裁判所
合衆国最高裁判所は、合衆国憲法第3条第1節の規定に基づき設置される唯一の裁判所である（他の連邦の下級裁判所は連邦法に従って設置されている）。長官である首席判事（Chief Justice）は、司法府の報道官（スポークスパーソン）としての役割も担う。法廷は首席判事と8名の陪席判事（Associate Justices）をもって構成される。

## 各州の司法制度
各州に最高裁判所（en:State supreme court）が存在する。各州の裁判官は、州議会の審査を経て選任、任命される。大半の州では最高裁をSupreme Courtと呼ぶが、一部の州では、一定の規模以上の事件の第一審を管轄する裁判所（日本の地方裁判所に相当。）にこの名称が与えられることもある。ニューヨーク州・メリーランド州ではCourt of Appealsとの呼称を用いるほか、テキサス州・オクラホマ州では民事事件を管轄する最高裁と刑事事件を管轄する最高裁が分立しており、後者をCourt of Criminal Appealsと呼ぶ。グアム、北マリアナ諸島などの海外領土にもそれぞれ最高裁判所が存在する。
裁判所の名称・機構は州によってさまざまであり一律に述べることができないが、小事件を扱う特別の下級裁判所が置かれるほかは、おおむね機構は連邦に類似している。第1審の裁判所はDistrict Court、Circuit Court、Superior Courtなどと呼ばれる。その上級に控訴を取り扱う裁判所があり、頂点に州の最高裁が存在する。
これをカリフォルニア州を例にとって解説すると、次のとおりである。州最高裁（en:Supreme Court of California）はサンフランシスコに所在し、ロサンゼルスおよび首都サクラメントに支部が存在する。控訴裁判所（Court of Appeals）はサンフランシスコ控訴裁からサンノゼ控訴裁までの6庁存在し、いくつかの控訴裁は地理的に複数の部に分けられている（たとえば第4区控訴裁は、サンディエゴに所在する第1部、リバーサイドに所在する第2部およびサンタアナに所在する第3部からなる）。第1審を担当する地裁はSuperior Courtと呼称し、58庁が存在する。

## 連邦と州の司法制度の関係
前述の通り、アメリカは州ごとに異なる司法機構を有し、連邦も独自の司法機構を有するので、各裁判所がどのような事件について裁判権を有するかが問題となる（en:Jurisdiction）。
これについて、連邦憲法は連邦法の及ぶ領域を限定列挙しているが、連邦裁判所の裁判権をも限定列挙している（連邦憲法3条）。その主なものは以下の通りである。
- 連邦問題管轄（en:Federal question jurisdiction） - 連邦憲法・連邦法・条約の解釈適用に関する事件
  - 特許や商標に関する事件を含む。
- 州籍相違（en:Diversity jurisdiction） - ある州の市民と他州の市民との間の事件など
  - 訴額75,000ドルを超える事件に限る[6]。
- 海事事件
- 合衆国が原告または被告となる事件

なお連邦の裁判権が及ぶ事件であっても、多くの場合、州裁判所も競合的裁判権を持つ。この場合、州裁判所が連邦法を解釈適用する必要が生じることもある。その一方で、州籍相違事件においては連邦裁判所が州法を適用する必要が生じることが多いだけでなく、ある州の裁判所が他州の法を適用する必要が生じることもあるが、このようなときは州際私法に従って適用すべき州の法が選択され、選択された州の制定法および判例法が適用される。

## その他の特色

### 違憲審査制
アメリカの司法制度の特徴の一つは違憲審査制の存在であるが、アメリカ合衆国において採られている違憲審査制は、付随的違憲審査制と呼ばれる。付随的違憲審査制とは、通常の裁判所が、具体的な訴訟事件を前提として、その手続の中で、原則としてその訴訟の解決に必要な限りにおいて違憲審査権を行使する制度であり、そのため憲法裁判所が置かれない。日本の裁判所もこの制度を採用している。
連邦憲法に明文の規定はないものの、裁判所は訴訟を審理するに当たって、連邦法又は州法が合衆国憲法に違反する場合にはその法律を無効と判断する（各州の憲法についても同様）。また陪審制はイギリスから移入されたものであるが、イギリスでは相当衰退している一方で、アメリカでは陪審制が連邦憲法および多くの州の憲法によって保障されており、大陪審（起訴を陪審によって行う制度）も運用されている。
リステイトメント（en:Restatements of the Law）の存在も、アメリカの司法制度の特徴である。アメリカではあまりに大量の判例集が発行されるので、それらの判例に現れた法原則を成文化したもの（リステイトメント）が刊行されており、広く活用されている。